# Henryk Biłka
Henryk Biłka (ur. 19 stycznia 1910 roku w Stryszawie, zm. 28 grudnia 1978 roku w Andrychowie) – poeta ludowy, współzałożyciel i prezes Grupy Literackiej „Gronie” w latach 1968-1973, członek władz naczelnych Stowarzyszenia Twórców Ludowych w Lublinie; pracował społecznie w Towarzystwie Miłośników Ziemi Żywieckiej, Towarzystwie Miłośników Ziemi Wadowickiej.

## Życiorys
Jego matka dość wcześnie wyjechała do USA. Był wychowywany przez krewnych. Sam nauczył się czytać i pisać. Skończył eksternistycznie Technikum Ekonomiczne. W wieku 17 lat zaczął tworzyć poezję; zadebiutował w 1929 roku na łamach krakowskiej „Roli” wierszem „Liście” i odtąd współpracował systematycznie z prasą ludową i lokalną aż do wybuchu II wojny światowej. Po II wojnie światowej, w 1947 roku wziął udział w Zjeździe Pisarzy Ludowych w Rytwianach, zorganizowanym przez redakcję „Wsi”. Publikował m.in. w czasopismach: „Gronie”, „Karta Groni”, „Wieś – Jej Pieśń”, „Wielkopolanin”, „Orędownik”, „Dzwon Niedzielny”, „Głos Robotniczy”, „Życie Ziemi Żywieckiej”, „Wieści”, „Głos Młodzieży Wiejskiej”, „Zielony Sztandar”, „Życie Literackie”, "Orka", "Wieś", "Wieści", "Tygodnik Kulturalny", "Życie Literackie" i "Kamena". Twórczość jego odznacza się cechami poezji ludowej - i to zarówno w warstwie treściowej, jak i formalnej. Tematykę twórczości stanowią poetyckie warianty opisów pór roku, przyrody, krajobrazu i wrośniętych w niego ludzi.

## Publikacje
Wydawnictwa indywidualne:
- Medytacje chłopskie (Żywiec 1976),
- Spadnę gwiazdą (Lublin 1976),
- Spłynęło latami (Bielsko-Biała 1979).

Wydawnictwa zbiorowe:
- Antologia współczesnej poezji ludowej (Oprac. J. Szczawiej. Warszawa 1985),
- Spod beskidzkich groni (Oprac. E. Rosner. Bielsko-Biała 1979),
- Żywieckie doliny i szczyty (Żywiec 1994),
- Nasza droga 1957-1998 (Żywiec 1998).

## Upamiętnienie
W Andrychowie znajduje się ulica Henryka Biłki.

## Życie prywatne
Jego żoną była Zofia Krystyna Biłka, pseud. Krystyna Głębicka, ur. w Wadowicach, poetka ludowa, z zawodu pielęgniarka. Debiutowała w 1969 roku w „Wieściach”. Publikowała w „Karcie Groni”.